# Aleksey Ivanovich Sudayev
Đại úy kỹ sư Aleksey Ivanovich Sudayev (tiếng Nga: Алексе́й Ива́нович Суда́ев; 23 tháng 8 năm 1912 - 17 tháng 8 năm 1946) là một nhà thiết kế vũ khí Liên Xô. Ông là nhà thiết kế chính súng tiểu liên PPS và súng trường tấn công AS-44.
Ông sống ở Leningrad, và tham gia bảo vệ thành phố. PPS được phát triển để sản xuất hàng loạt cho việc phòng thủ Leningrad.

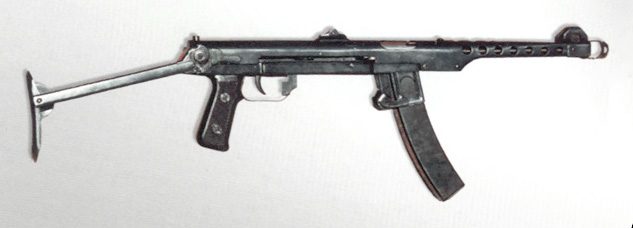
Mẫu thiết kế súng PPS-43 do Sudayev thiết kế.

Sudayev đã thiết kế một trong những mẫu súng trường tấn công đầu tiên của Liên Xô cho loại đạn trung gian mới 7,62×39mm, AS-44. Nguyên mẫu đầu tiên được thử nghiệm vào năm 1944, và được quân đội Liên Xô công nhận là hoạt động tốt, mặc dù nó được coi là quá nặng ở mức 5,6 kg. Sudayev sau đó đã tạo ra một nguyên mẫu thứ hai, nhẹ hơn, chỉ nặng 5,35 kg. Tuy nhiên, nguyên mẫu thứ hai có vấn đề về độ chính xác và độ tin cậy, cần được giải quyết. Thật không may, Sudayev bị ốm nặng và qua đời vào năm 1946 (một tuần trước sinh nhật lần thứ 34 của ông) trước khi thiết kế của ông có thể được hoàn thiện thiết kế của mình. Nhiều thiết kế của AS-44 đã được đưa vào thiết kế của loại súng trường tấn công phổ biến nhất trên thế giới - súng trường tự động Kalashnikov.

## Giải thưởng
- Huân chương Lenin
- Huân chương Sao đỏ

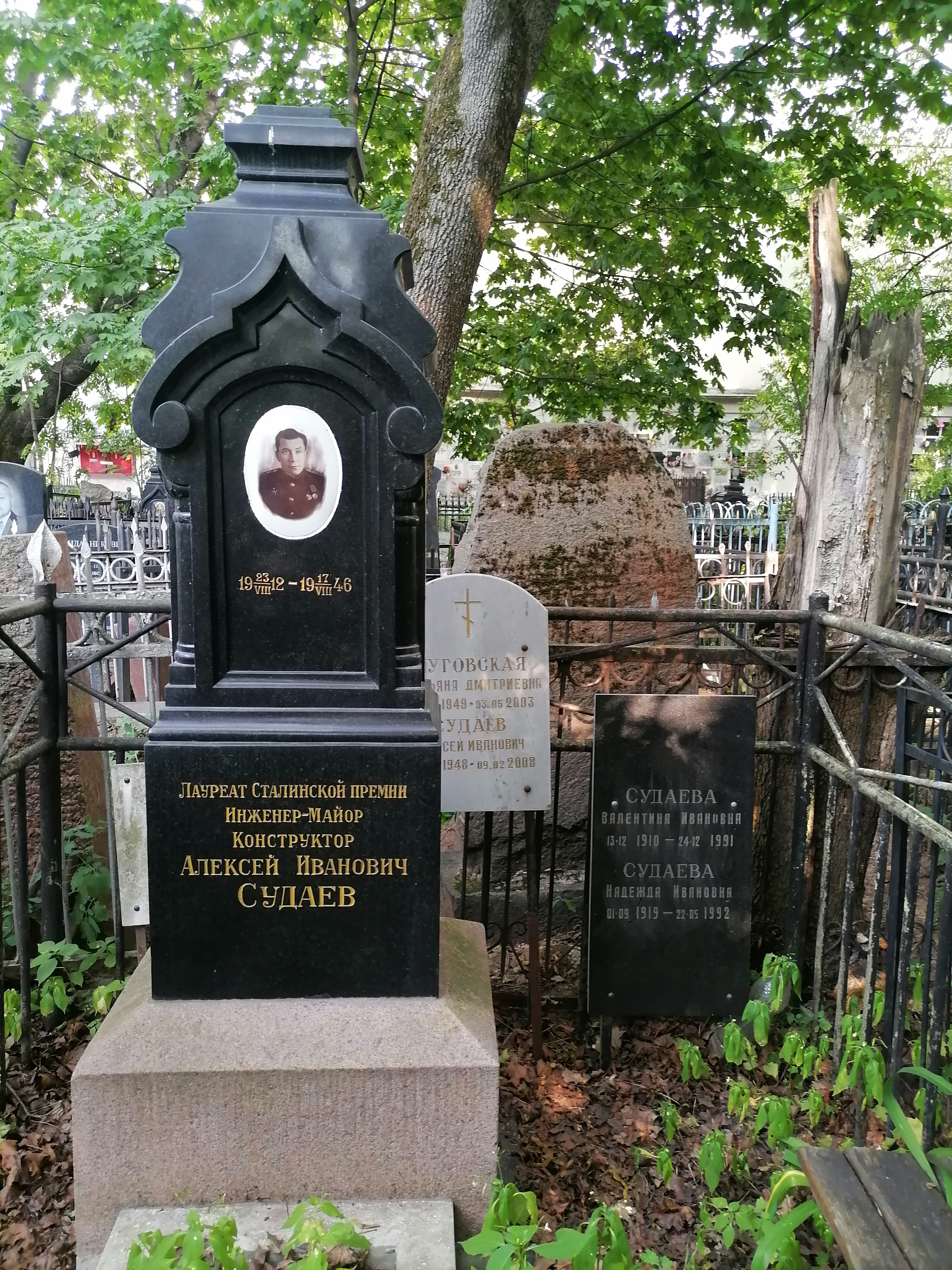
Mộ Sudayev tại Nghĩa trang Vagankovo.

- Huân chương Chiến tranh Vệ quốc, hạng 1
- Giải thưởng Stalin hạng Nhì (1946) - cho việc tạo ra một mẫu súng tiểu liên tự động PPS-43 mới.